# Niniwa (muhafaza)
Niniwa (arab. نینوى, kurd. Neynewa, syr. ܢܝܢܘܐ) – jedna z 18 prowincji Iraku. Znajduje się w północnej części kraju. Stolicą prowincji jest miasto Mosul.